# Economia verde
Si definisce economia verde (in inglese green economy), o più propriamente economia ecologica, un modello teorico di sviluppo economico che prende origine da un'analisi bioeconomica del sistema, dove oltre ai benefici economici (aumento del Prodotto Interno Lordo) di un certo regime di produzione si prende in considerazione anche l'impatto ambientale, cioè i potenziali danni prodotti dall'intero ciclo di trasformazione delle materie prime a partire dalla loro estrazione, passando per il loro trasporto e trasformazione in energia e prodotti finiti fino ai possibili danni ambientali che produce la loro definitiva eliminazione o smaltimento. Tali danni spesso si ripercuotono, in un meccanismo tipico di retroazione negativa, sul PIL stesso diminuendolo a causa della riduzione di resa di attività economiche che traggono vantaggio da una buona qualità dell'ambiente come agricoltura, pesca, turismo, salute pubblica, soccorsi e ricostruzione in disastri naturali.

## Storia
Nel 1911 Frederick Soddy (Matter and Energy), in contrasto con l'economia neoclassica (dipendente dalla meccanica newtoniana), spiega la dipendenza economica-politica dai fondamenti della termodinamica, ma in campo economico solo nel 1971 con Nicholas Georgescu-Roegen (The Entropy Law and The Economic Process) e soprattutto nel 1973 con Herman Daly (Toward a Steady State Economy) che introduce nel pensiero economico le scienze ecologiche e il fondamento operativo del concetto di sostenibilità. Reiner Kümmel nel 2000  chiarisce scientificamente il modello di crescita economica proposto teoricamente da Robert Solow evidenziando l'importanza dell'energia (nel progresso tecnico) rispetto alla marginalità degli input di capitale e lavoro.  L'aumento di efficienza termodinamica diventa più evidente nella microeconomia d'impresa con l'aumento dei margini di profitto, il lavoro utile generato da energia e materie prime incrementa la produttività a maggiore beneficio delle società industriali; nasce così il Modello di Ayres-Warr (The Economic Growth Engine) nel 2009. Jeremy Rifkin, nel 2011 (La terza rivoluzione industriale) e nel 2014 (L'internet delle cose, l'ascesa del "commons" collaborativo e l'eclissi del capitalismo), teorizza una rivoluzionaria economia verde e digitale.
L'idea di un'economia verde nasce dalla stesura nel 2006 del Rapporto Stern che propone un'analisi economica che valuta l'impatto ambientale e macroeconomico dei recenti cambiamenti climatici denunciandone il peso negativo sul PIL mondiale. Ad esso si associano le crescenti preoccupazioni per l'esaurimento dei combustibili fossili col raggiungimento del cosiddetto picco del petrolio ed il prezzo del greggio che supera nel luglio 2008 i 147 dollari al barile e l'aggravarsi quindi del problema energetico globale. A pesare ulteriormente sul precario quadro ambientale sono anche le analisi sullo sfruttamento delle risorse rinnovabili del pianeta che negli ultimi anni propongono un consumo annuo mondiale superiore alle capacità del pianeta stesso di rinnovarsi intaccando inevitabilmente le scorte disponibili.
Nel 2009 il presidente degli Stati Uniti d'America, Barack Obama propone una serie di misure economiche ed imprenditoriali pubbliche e private per dare un netto impulso allo sviluppo della economia verde, come misura per rilanciare l'economia americana in profonda recessione. L'economia verde si caratterizza sin dall'inizio come un nuovo modello di sviluppo che contrasta il modello economico 'nero' basato sui combustibili fossili (come carbone, petrolio e gas naturale) servendosi della conoscenza delle varie economie ecologiche che affrontano il problema dell'interdipendenza tra l'economia umana e l'ecosistema naturale prendendo subito in considerazione l'effetto avverso dell'attività economica sul cambiamento climatico e il recente riscaldamento globale.
Nel mezzo della crisi economica globale iniziata nel 2008 dall'aumento dei prezzi del petrolio, che induce aumenti dei prezzi di molti alimenti, e il taglio dei consumi voluttuari, con la conseguente recessione economica (causata anche dalla crisi dei mutui sub-prime in USA), l'organizzazione UNEP chiese un accordo globale verde ("Global Green Deal"), che avrebbe incoraggiato i governi a sostenere la graduale trasformazione verso un'economia più verde, ossia ecologica (UNEP, 22 ottobre del 2008).
Nel 2023 L'Unione Europea ha avviato un piano per recuperare in 20 anni il 10% della superficie agricola e dedicarla all'economia verde, prevedendo un forte incentivo economico per ogni ettaro di terreno che gli agricoltori cessano di coltivare.

## Descrizione
Questa analisi propone come soluzione misure economiche, legislative, tecnologiche e di educazione pubblica in grado di ridurre il consumo d'energia, di rifiuti, di risorse naturali (acqua, cibo, combustibili, metalli, ecc.) e i danni ambientali promuovendo al contempo un modello di sviluppo sostenibile attraverso l'aumento dell'efficienza energetica e di produzione che produca a sua volta una diminuzione della dipendenza dall'estero, l'abbattimento delle emissioni di gas serra, la riduzione dell'inquinamento locale e globale, compreso quello elettromagnetico, fino all'istituzione di una vera e propria economia sostenibile a scala globale e duratura servendosi prevalentemente di risorse rinnovabili (come le biomasse, l'energia eolica, l'energia solare, l'energia idraulica), la promozione/adozione di misure di efficienza energetica e procedendo al più profondo riciclaggio di ogni tipo di scarto domestico o industriale evitando il più possibile sprechi di risorse. Si tratta dunque di un modello fortemente ottimizzato dell'attuale economia di mercato almeno nei suoi intenti originari.
L'economia verde include dunque la generazione di energia verde basata sull'energia rinnovabile come sostituto per i combustibili fossili e il risparmio energetico grazie all'efficienza energetica. Essa si considera in grado sia di creare lavori verdi che di assicurare una crescita economica reale, sostenibile prevenendo problematiche ambientali quali l'inquinamento ambientale, il riscaldamento globale, l'esaurimento delle risorse (minerarie ed idriche), e il degrado ambientale.

### Valutazione
Il successo o meno dell'economia verde dipende direttamente dall'efficacia o meno dei comportamenti e dei provvedimenti tecnologici adottabili e sui loro impatti macroeconomici. 
Se da una parte il riciclaggio di ogni scarto industriale e domestico costituisca un indubbio miglioramento di efficienza di produzione con risparmio netto di materie prime ed energia, maggiori dubbi e perplessità nascono sull'efficacia dell'utilizzo delle fonti energetiche rinnovabili, per molti non ancora mature da poter sostituire i combustibili fossili, se si eccettua l'energia nucleare, in termini di rapporto costo/efficienza e quindi necessariamente soggette ad ulteriore sviluppo di ricerca.
In particolare il constatato fallimento del mercato relativo alla protezione dell'ambiente ed alla mitigazione del cambiamento climatico, come risultato degli elevati tassi d'interesse ed i costi d'investimento iniziali necessari per avviare la ricerca, proseguire lo sviluppo, e fare marketing delle "fonti energetiche verdi" e dei "prodotti verdi", scoraggia l'entusiasmo imprenditoriale riguardo allo sviluppo volontario di attività poco nocive per l'ambiente o poco "amichevoli" (Reinhardt, 1999; King and Lenox, 2002; Wagner, 203; Wagner, et al., 2005).

### Sussidi governativi
Per questo i sostenitori dell'economia verde ritengono che abbia bisogno di sussidi governativi e anche di incentivi di mercato che diano motivazioni alle imprese per investire in ricerca e produzione di prodotti e servizi verdi e agli utenti di acquistare/usufruire di tali prodotti/servizi. Molti provvedimenti legislativi, come quello approvato in Germania, e le leggi di molti paesi dell'Unione europea e la recente "American Recovery and Reinvestment Act del 2009", forniscono questo tipo di incentivi di mercato.

### Economia verde e meccanismi del commercio OMC
Secondo i sostenitori dell'economia verde esistono incompatibilità tra il "New Deal" verde su scala globale auspicato dall'ONU e i meccanismi di commercio internazionale in termini di incentivi al mercato. L'accordo sui sussidi dell'Organizzazione mondiale del commercio (Subsidies Agreement) impone regole severe contro i sussidi governativi, specialmente per le merci da esportazione. Queste incompatibilità ostacolano ogni provvedimento governativo in favore di un'economia verde globale.

### Dubbia economia verde
La fabbricazione di bioetanolo partendo dalla fermentazione dell'amido di mais o la soia (in USA) e di biodiesel dai semi di altre piante come la colza o il girasole (in Europa) e la palma da olio (nel Borneo) sono state denunciate da  ricercatori ed organismi come "false procedure verdi". Negli USA la produzione di bioetanolo da mais ha un EROEI attorno all'unità (viene prodotta un'unità di energia sotto forma di bioetanolo partendo da fonti fossili come il gasolio per trattori), con infine l'immissione complessiva in atmosfera (rapporto tra assorbimento da parte delle piante ed emissioni quando i motori bruciano il biocarburante) di una quantità di CO2 soltanto lievemente diversa da quella prodotta dai combustibili fossili.
Con l'impiego di trattori elettrici, connessi (anche indirettamente, tramite batterie) con una fonte di alimentazione rinnovabile (eolico, idroelettrico, solare), il modesto EROEI potrebbe divenire accettabile, anche come sussidio agli agricoltori. In pratica sarebbe come far marciare i motori a combustione interna delle auto con l'elettricità.

### Paradosso verde
L'economista tedesco Hans-Werner Sinn nel 2008 ha coniato il termine paradosso verde per definire quelle politiche ambientali che applicate hanno prodotto risultati ambientali opposti.